# Mys Nao

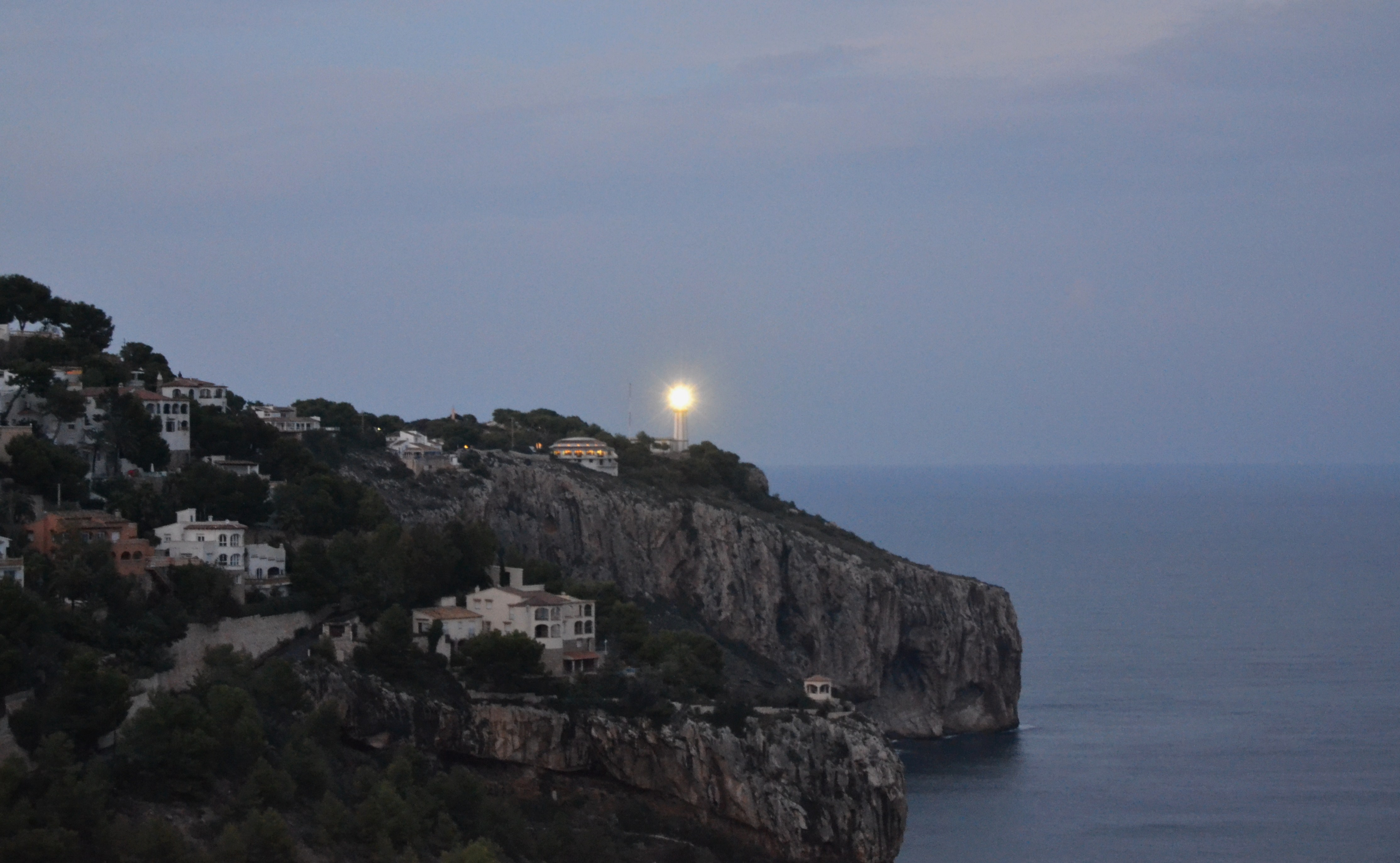
Mys Nao se svítícím majákem

Nao nebo Nau (španělsky Cabo de la Nao, katalánsky Cap de la Nau) je mys na východním pobřeží Pyrenejského poloostrova. Výrazně protáhlý výběžek pevniny se nachází nedaleko města Jávea (také Xàbia) v comarce Marina Alta náležející ke španělskému autonomnímu společenství Valencie a odděluje od sebe Valencijský záliv a Alicantský záliv. Naproti mysu se nachází ostrov Formentera. Název pochází z označení lodě karaky v místním nářečí.
Mys je tvořen převážně vápencem, nachází se zde známá jeskyně Cueva de los Órganos, přístupná pouze z moře. Na skále vysoké 120 metrů se tyčí dvacet metrů vysoký maják s automatizovaným provozem, jehož stavba byla dokončena v roce 1928. Okolí mysu je vyhledávaným místem pro koupání, potápění, rybolov a další vodní sporty, nachází se zde také výletní restaurace s vyhlídkovou terasou. Jižním směrem od Nao se táhne rekreační oblast Costa Blanca.